# Роман Пављученко
Роман Анатољевич Пављученко (рус. Роман Анатольевич Павлюченко; Мостовској (Краснодарски крај), 15. децембар 1981) је руски фудбалер који игра на позицији нападача у Знамји Ногинск.
Пављученко је дебитовао 1999. у клубу Динамо Ставропол. Већ следеће године је прешао у Ротор Волгоград где је остао до 2002. Тада је прешао у Спартак Москву и постао најбољи стрелац у клупској историји.
За репрезентацију је дебитовао 2005. године. Од тада је сакупио 17 наступа и постигао је 7 голова. Најбољи наступ, према мишљењу многих, био му је онај против Енглеске 2007. у којем је постигао оба поготка за важну победу Русије над Енглеском 2 - 1. Тренер Гус Хидинк позвао га је на Европско првенство 2008 у Аустрији и Швајцарској. Пављученко је у првој утакмици против Шпаније постигао погодак за 3 - 1, но Шпанија је поразила Русију 4 - 1 хет-триком Давида Виље и поготком Сеска Фабрегаса.
Члан је руске партије Јединствена Русија на чијем је челу Владимир Путин.

## Успеси
Спартак Москва
- 2003:Руска премијер лига
- 2006 и 2007:Руска премијер лига, најбољи стрелац

Тотенхем
- 2008:Карлинг куп, финалиста

Репрезентација
- Најбољи тим Евра 2008.